# Istoria evreilor din Republica Moldova
Evreii (în ebraică יְהוּדִים) sunt o minoritate etnică din Republica Moldova, numărând 4.867 persoane la recensământul din 2004 sau 0,11% din totalul populației. 
În mare parte evreii locuiesc în orașele mari: Chișinău (54,4% din numărul total de evrei), Tiraspol (11,8%), Bălți (8,4%), Bender (7,9%), precum și în alte orașe mai mici (17,5%).

## Istorie
În secolul al XV-lea, negustori evrei sefarzi au început să folosească Basarabia ca traseu comercial între Marea Neagră și Polonia. Evreii s-au statornicit în această regiune, formând comunități mai mult sau mai puțin numeroase în partea centrală și nordică a Moldovei de Est (Basarabiei). În secolul al XVI-lea, au fost înființate comunități evreiești și în partea sudică a Basarabiei.
Prin secolul al XVIII-lea, câteva colonii evreiești fixe s-au statornicit la hotarele orașelor. În secolele al XVIII-lea și al XIX-lea, evreii au participat activ la comerțul local, precum și la fabricarea băuturilor alcoolice.

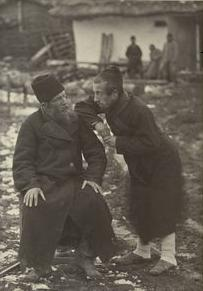
Evrei basarabeni, cca. 1898.

În momentul anexării Basarabiei de către Imperiul Rus (1812), se afla pe acest teritoriu o comunitate evreiască constantă ca număr, care număra în jurul a 20.000 de oameni. Funcționau în acea perioadă 16 școli evreiești cu un număr de 2.100 de elevi și 70 de sinagogi (clădiri de cult evreiești). Regiunea a devenit un centru al literaturii în limbile ebraică și idiș. În anul 1836, populația evreiască din Basarabia crescuse până la 94.045 oameni, iar către anul 1897 deja număra 228.620 de evrei care reprezentau o pondere de 11,8% din populația provinciei. Către sfârșitul secolului al XIX-lea, evreii reprezentau aproape jumătate din populația Chișinăului, comunitatea din capitală numărând aproximativ 125.000 de oameni.
În prima jumătate a secolului al XIX-lea, evreii Basarabiei (Moldovei de Est) nu au fost supuși acțiunii decretelor dure ale Rusiei îndreptate împotriva evreilor. Către anul 1835, când Basarabia începea treptat să-și piardă autonomia și acțiunile de rusificare se înmulțeau, legile rusești antievreiești au început să se aplice și asupra evreilor basarabeni. În anii 1869, 1879 și 1891 au fost emise decrete care prevedeau exilarea evreilor din diferite orașe.
În timpul administrării Basarabiei de către Imperiul Rus, au fost organizate două pogromuri antievreiești. Un prim pogrom a avut loc în 6-7 aprilie 1903 (în perioada sărbătorii de Paște); au fost asasinați atunci 49 de evrei, circa 500 au fost răniți, sute de case și prăvălii evreiești au fost distruse parțial sau în întregime, iar circa 2.000 de familii evreiești au rămas fără adăpost.

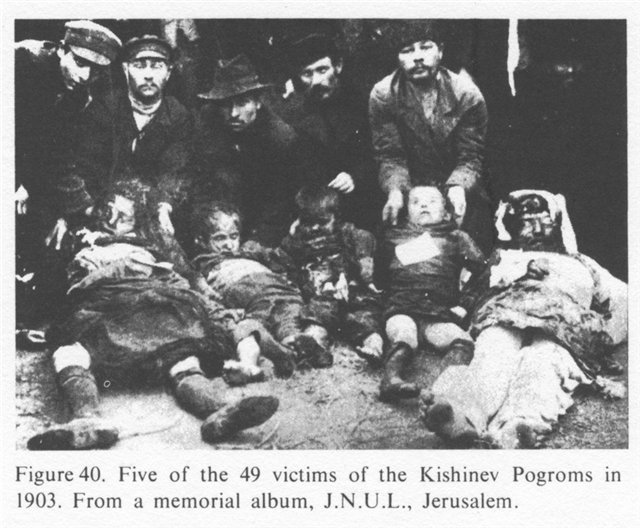
Victimele pogromului de la Chișinău din 1903

În perioada 19 - 20 octombrie 1905 a avut loc un al doilea pogrom al comunității evreiești din Chișinău, fiind asasinați 19 evrei și răniți alți 56. De această dată, câțiva evrei au organizat detașamente de autoapărare pentru a-și apăra comunitatea. Renumita poezie Ве-Ir ha-Haregah (În orașul masacrului) a lui Haim Nahman Bialik a fost scrisă după cel de-al doilea masacru al comunității evreiești din Chișinău. În general, pogromurile din 1903 și 1905 au influențat puternic numărul membrilor comunității evreiești din Basarabia, deoarece mii de evrei au emigrat în Statele Unite ale Americii.
Între 1918 și 1940, după Marea Unire, România a administrat teritoriul Basarabiei. În această perioadă evreilor le-a fost permis să-și deschidă școli medii și primare, cu instruirea în limbile ebraică și idiș. Astfel, în 1922, funcționau în Basarabia circa 140 de școli evreiești. În această perioadă existau, de asemenea, 13 spitale evreiești și aziluri de bătrâni. Către anul 1920, populația evreiască din Basarabia număra circa 267.000 de persoane. Cu toate că numărul evreilor continua să crească, multe comunități au resimțit dușmănia și prigoana antievreiască. Criza economică și decăderea economiei Basarabiei a influențat negativ populația evreiască ce a rămas fără surse de existență; evreii din Basarabia au primit însă un ajutor din partea organizației evreiești americane Joint.
Anii '30 au reprezentat perioada de dezvoltare maximă a vieții evreiești din Basarabia. În jurul anului 1935, 40 de comunități evreiești s-au unit, formând Uniunea Comunităților Evreiești din Basarabia.
În anul 1940, ca urmare a pactului expansionist germano-sovietic Ribbentrop-Molotov, Basarabia a fost ocupată de URSS, care a exilat într-o scurtă perioadă mii de evrei, bănuiți de neloialitate, în gulaguri din Siberia.
După atacarea Uniunii Sovietice de către Germania și România în 1941, România a preluat din nou controlul asupra Basarabiei, eliberată în întregime la 23 iulie 1941. În perioada războiului, zeci de mii de evrei au fost împușcați în masă, deportați în ghetouri și lagăre de concentrare organizate pe teritoriile Basarabiei și Ucrainei. Un număr mare de evrei basarabeni au fost deportați în Transnistria sau masacrați de Armata Română, Jandarmeria Română și de subdiviziunile germane și române de „curățare” Einsatzgruppe D și Eșalonul operativ. Comunitatea evreiască din Chișinău a fost exterminată într-o proporție mare, soldații Armatei a IV-a Romîne și Armatei a XI-a Germane exterminând 53.000 din cei 65.000 de locuitori evrei ai orașului.
Statul Israel a decernat titlul de „Drept între popoare” unui număr de 53 de cetățeni ai României și ai Republicii Moldova pentru că și-au pus în pericol viața, salvând evrei în timpul Holocaustului.
În august 1944, statul sovietic a obținut din nou controlul asupra Basarabiei, care a fost denumită Republica Sovietică Socialistă Moldovenească, cu capitala în Chișinău.
În anul 1979, în RSS Moldovenească trăia o populație evreiască de 80.100 locuitori, iar numai după zece ani numărul s-a micșorat la 65.800, majoritatea populației evreiești trăind în Chișinău. În prezent, au mai rămas în Republica Moldova doar 4.867 de evrei (2004), care locuiau în orașele mari. Există comunități de evrei moldoveni și în Israel, SUA, Rusia, Germania, România, Regatul Unit, Australia etc.

## Demografie

### Dinamică
| An   | Populație | % din tot. pop. | % creștere/desc. |
| ---- | --------- | --------------- | ---------------- |
| 1817 | 19.500    | 4,0%            | ▬                |
| 1856 | 79.000    | 8,0%            | ▲ 305,1%         |
| 1889 | 180.918   | 11,1%           | ▲ 129,1%         |
| 1897 | 228.668   | 11,8%           | ▲ 26,4%          |
| 1930 | 204.858   | 7,2%            | ▼ 10,4%          |
| 1959 | 95.107    | 3,2%            | ▼ 53,6%          |
| 1970 | 98.072    | 2,7%            | ▲ 3,1%           |
| 1979 | 80.127    | 2,0%            | ▼ 18,3%          |
| 1989 | 65.672    | 1,5%            | ▼ 18,0%          |
| 2004 | 4.867     | 0,1%            | ▼ 92,6%          |